# Balbinów
Balbinów is een plaats in het Poolse district  Opatowski, woiwodschap Święty Krzyż. De plaats maakt deel uit van de gemeente Opatów en telt 100 inwoners.